# Spilosmylus leucomatodes
Spilosmylus leucomatodes är en insektsart som först beskrevs av Navás 1911.  Spilosmylus leucomatodes ingår i släktet Spilosmylus och familjen vattenrovsländor. Inga underarter finns listade i Catalogue of Life.